# Kentucky Derby

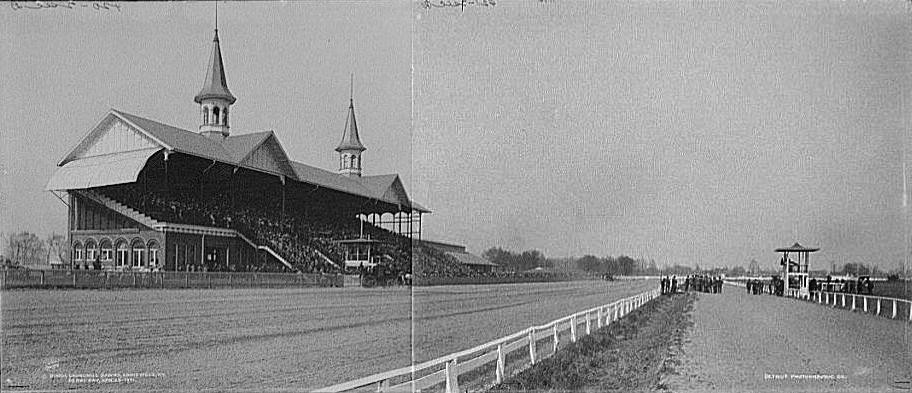
Churchill Downs w 1901 roku.

Kentucky Derby – gonitwa konna typu derby rozgrywana corocznie od 1875 roku w pierwszą sobotę maja na torze Churchill Downs w Louisville, w Kentucky, w Stanach Zjednoczonych.
Kentucky Derby razem z odbywającymi się dwa tygodnie później Preakness Stakes oraz pięć tygodni później Belmont Stakes określane są wspólnie jako Potrójna Korona (ang. Triple Crown) wyścigów konnych w Stanach Zjednoczonych. W gonitwach tych mogą brać udział jedynie konie trzyletnie. Pula nagród wynosi 2 miliony dolarów, z czego około 1,4 miliona przypada zwycięzcy.

## Historia
Wyścig po raz pierwszy miał miejsce w 1875 roku na dystansie 2,4 kilometra, a jego pierwszym zwycięzcą został Aristides. Od 1896 roku gonitwa rozgrywana jest na skróconym dystansie 2 kilometrów i trwa około 2 minut. Z tego powodu w Stanach Zjednoczonych potocznie określa się ją mianem „najbardziej emocjonujących dwóch minut w sporcie” (ang. The Most Exciting Two Minutes in Sports). Gonitwa gromadzi na trybunach przeciętnie około 155 tysięcy widzów. 
Derby z 1970 roku opisał Hunter S. Thompson w artykule The Kentucky Derby Is Decadent and Depraved, był to pierwszy przykład stylu dziennikarskiego zwanego gonzo.

## Rekordy[3]

### Rekord czasowy

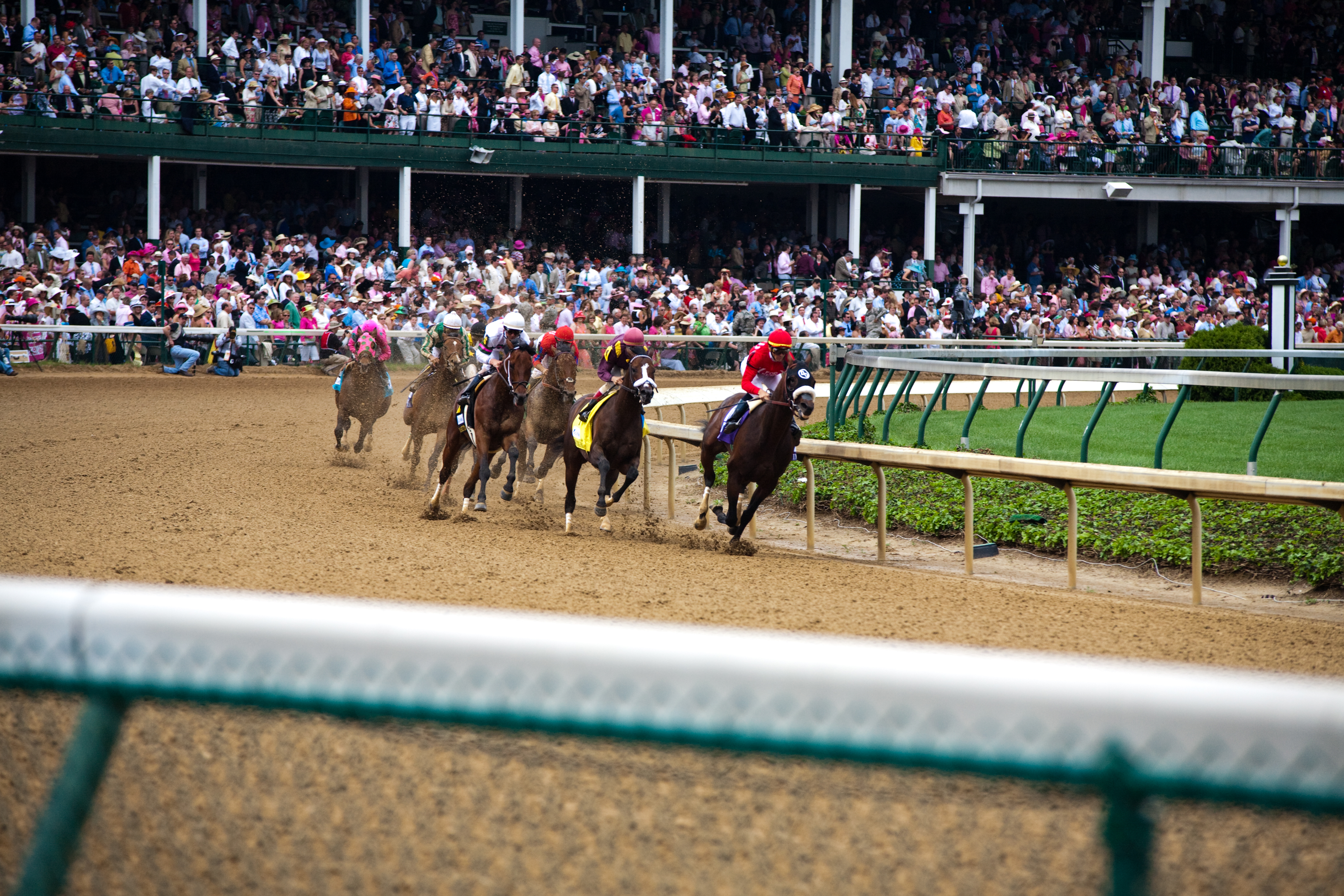
Kentucky Derby 2009.

- dystans 2 kilometry – 1:592⁄5, Secretariat, 1973.
- dystans 2,4 kilometra – 2:341⁄2, Spokane, 1889.

### Przewaga nad rywalami
- 8 długości (1 długość – ok. 2,4 metra) – Old Rosebud (1914), Johnstown (1939), Whirlaway (1941), Assault (1946)

### Największa liczba zwycięstw przez dżokeja
- 5 – Eddie Arcaro (1938, 1941, 1945, 1948, 1952)
- 5 – Bill Hartack (1957, 1960, 1962, 1964, 1969)

### Największa liczba zwycięstw przez trenera
- 6 – Ben A. Jones (1938, 1941, 1944, 1948, 1949, 1952)
- 6 - Bob Baffert (1997, 1998, 2002, 2015, 2018, 2020)

### Największa liczba zwycięstw przez właściciela
- 8 – Calumet Farm (1941, 1944, 1948, 1949, 1952, 1957, 1958, 1968)

### Inne
- 2018 – Justify został pierwszym koniem od 1882 roku, który wygrał Kentucky Derby, nie ścigając się jako dwulatek.

## Zwycięzcy[4]
| Konie oznaczone pogrubieniem zdobyły później Triple Crown. Konie oznaczone kursywą to klacze. Koń podkreślony jest obecnym rekordzistą. (na dystansie 2 i 2,4km) | Konie oznaczone pogrubieniem zdobyły później Triple Crown. Konie oznaczone kursywą to klacze. Koń podkreślony jest obecnym rekordzistą. (na dystansie 2 i 2,4km) |
| Rok | Zwycięzca |
| --- | --- |
| 2022 | Rich Strike |
| 2021 | Mandaloun** |
| 2020 | Authentic |
| 2019 | Country House* |
| 2018 | Justify |
| 2017 | Always Dreaming |
| 2016 | Nyquist |
| 2015 | American Pharoah |
| 2014 | California Chrome |
| 2013 | Orb |
| 2012 | I'll Have Another |
| 2011 | Animal Kingdom |
| 2010 | Super Saver |
| 2009 | Mine That Bird |
| 2008 | Big Brown |
| 2007 | Street Sense |
| 2006 | Barbaro |
| 2005 | Giacomo |
| 2004 | Smarty Jones |
| 2003 | Funny Cide |
| 2002 | War Emblem |
| 2001 | Monarchos |
| 2000 | Fusaichi Pegasus |
| 1999 | Charismatic |
| 1998 | Real Quiet |
| 1997 | Silver Charm |
| 1996 | Grindstone |
| 1995 | Thunder Gulch |
| 1994 | Go for Gin |
| 1993 | Sea Hero |
| 1992 | Lil E. Tee |
| 1991 | Strike the Gold |
| 1990 | Unbridled |
| 1989 | Sunday Silence |
| 1988 | Winning Colors |
| 1987 | Alysheba |
| 1986 | Ferdinand |
| 1985 | Spend A Buck |
| 1984 | Swale |
| 1983 | Sunny's Halo |
| 1982 | Gato Del Sol |
| 1981 | Pleasant Colony |
| 1980 | Genuine Risk |
| 1979 | Spectacular Bid |
| 1978 | Affirmed |
| 1977 | Seattle Slew |
| 1976 | Bold Forbes |
| 1975 | Foolish Pleasure |
| 1974 | Cannonade |
| 1973 | Secretariat |
| 1972 | Riva Ridge |
| 1971 | Canonero II |
| 1970 | Dust Commander |
| 1969 | Majestic Prince |
| 1968 | Forward Pass |
| 1967 | Proud Clarion |
| 1966 | Kauai King |
| 1965 | Lucky Debonair |
| 1964 | Northern Dancer |
| 1963 | Chateaugay |
| 1962 | Decidedly |
| 1961 | Carry Back |
| 1960 | Venetian Way |
| 1959 | Tomy Lee |
| 1958 | Tim Tam |
| 1957 | Iron Liege |
| 1956 | Needles |
| 1955 | Swaps |
| 1954 | Determine |
| 1953 | Dark Star |
| 1952 | Hill Gail |
| 1951 | Count Turf |
| 1950 | Middleground |
| 1949 | Ponder |
| 1948 | Citation |
| 1947 | Jet Pilot |
| 1946 | Assault |
| 1945 | Hoop Jur. |
| 1944 | Pensive |
| 1943 | Count Fleet |
| 1942 | Shut Out |
| 1941 | Whirlaway |
| 1940 | Gallahadion |
| 1939 | Johnstown |
| 1938 | Lawrin |
| 1937 | War Admiral |
| 1936 | Bold Venture |
| 1935 | Omaha |
| 1934 | Cavalcade |
| 1933 | Brokers Tip |
| 1932 | Burgoo King |
| 1931 | Twenty Grand |
| 1930 | Gallant Fox |
| 1929 | Clyde Van Dusen |
| 1928 | Reigh Count |
| 1927 | Whiskery |
| 1926 | Bubbling Over |
| 1925 | Flying Ebony |
| 1924 | Black Gold |
| 1923 | Zev |
| 1922 | Morvich |
| 1921 | Behave Yourself |
| 1920 | Paul Jones |
| 1919 | Sir Barton |
| 1918 | Exterminator |
| 1917 | Omar Khayyam |
| 1916 | George Smith |
| 1915 | Regret |
| 1914 | Old Rosebud |
| 1913 | Donerail |
| 1912 | Worth |
| 1911 | Meridan |
| 1910 | Donau |
| 1909 | Wintergreen |
| 1908 | Stone Street |
| 1907 | Pink Star |
| 1906 | Sir Huon |
| 1905 | Agile |
| 1904 | Elwood |
| 1903 | Judge Himes |
| 1902 | Alan-a-Dale |
| 1901 | His Eminence |
| 1900 | Lieut Gibson |
| 1899 | Manuel |
| 1898 | Plaudit |
| 1897 | Typhoon II |
| 1896 | Ben Brush |
| 1895 | Halma |
| 1894 | Chant |
| 1893 | Lookout |
| 1892 | Azra |
| 1891 | Kingman |
| 1890 | Riley |
| 1889 | Spokane |
| 1888 | Macbeth II |
| 1887 | Montrose |
| 1886 | Ben Ali |
| 1885 | Joe Cotton |
| 1884 | Buchanan |
| 1883 | Leonatus |
| 1882 | Apollo |
| 1881 | Hindoo |
| 1880 | Fonso |
| 1879 | Lord Murphy |
| 1878 | Day Star |
| 1877 | Baden-Baden |
| 1876 | Vagrant |
| 1875 | Aristides |

* - W 2019 Maximum Security przekroczył celownik jako pierwszy, ale został zdyskwalifikowany za ingerencję i przeszkodzenie innym koniom w biegu, a nowym zwycięzcą został Country House. 
** W 2021 Medina Spirit przekroczył celownik jako pierwszy, ale został zdyskwalifikowany po wykryciu u niego betametozanu.